# Castelo Halton

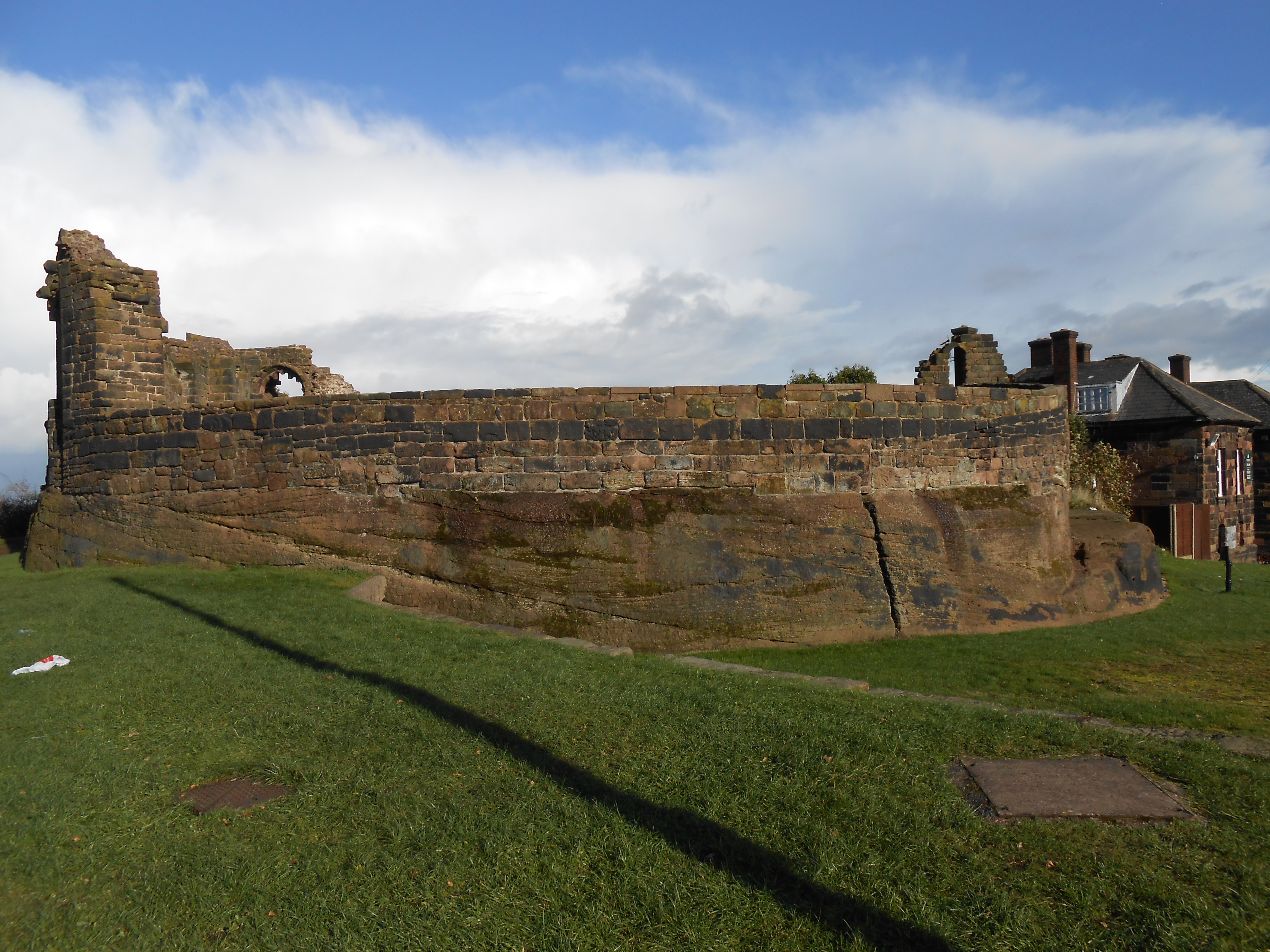
Visão exterior do castelo de Halton

O Castelo Halton é um castelo na aldeia de Halton, que faz parte da cidade de Runcorn, Cheshire, Inglaterra. O castelo está localizado no topo de Halton Hill, uma proeminência de arenito com vista para a vila. O castelo está registrado na Lista do Patrimônio Nacional da Inglaterra como um edifício tombado de Grau I. e um monumento antigo programado.